# ゼードルフ (ウーリ州)
ゼードルフ (Seedorf) は、スイスのウーリ州 (カントン) の基礎自治体 (アインヴォーナーゲマインデ)。

## 地理
街の北側はルツェルン湖に面している。北東はFlüelen、東はアルトドルフ、南はAttinghausen、西はIsenthalと接している。